# Gunilla Leining
Gunilla Leining, född 1968, är en svensk journalist, ljudboksinläsare och tv-producent. Hon har även drivit krog och pensionat i Skåne, tillsammans med sin man. 
Leining har vunnit Stora Ljudbokspriset tre gånger, 2016 i kategorin roman för sin inläsning av Jojo Moyes "Livet efter dig", 2020 i kategorin spänning för sin inläsning av Emelie Schepps "Broder Jakob" och 2021 i kategorin spänning för sin inläsning av Emelie Schepps "Nio liv".
I sitt arbete som tv-producent har Leining nominerats till tv-priset Kristallen vid två tillfällen, 2012 för dokumentären "Livet blir bättre" och 2016 för livsstilsprogrammet "Skilsmässohotellet".